# Inocybe
Inocybe of vezelkop, is een groot geslacht van paddenstoelen uit de familie Inocybaceae. Inocybe werd oorspronkelijk geclassificeerd in de familie Cortinariaceae die echter polyfyletisch bleek.
De meeste Inocybe-soorten zijn in meer of mindere mate giftig en bevatten muscarine. Sommige soorten bevatten psylocibine, een psychoactieve stof. De typesoort is Inocybe relicina.

## Kenmerken
Uiterlijke kenmerken
De vruchtlichamen zijn kleine tot middelgrote, deels vlezige plaatjeszwammen. De hoed is meestal witachtig tot grijs, okergeel tot bruin van kleur. De vorm is vaak conisch of golvend, deels met radiale scheuren en een centraal bultje. De hoedhuid is bijna glad, fijn tot grof vezelig of schilferig, ook bij verse exemplaren. Verder is het oppervlak meestal niet hygrofaan en droog, zelden slijmerig. Het velum kan worden gevormd als een cortina. De lamellen zijn olijfgrijs tot grijsbruin, ook witachtig als ze jong zijn. De snede is vaak witachtig of licht schilferig. De steel is vrij lang, cilindrisch, centraal staand en slechts zelden geringd. Sommige hebben een knolvormig verdikte steelvoet. De steelvoet kan ook gezwollen, gefranjerd of duidelijk bolvormig zijn. Het witachtige tot licht bruinachtige, soms rood wordende vlees heeft vaak een kenmerkende geur die als spermatisch wordt ervaren. 
De sporenprint is bleek grijsbruin.
Microscopische kenmerken
De cystidia zijn altijd aanwezig: meestal dikwandige cheilocystidia op de lamelsnede. Vaak met een plukje kristallen of amorfe metuloïden. Bij de meeste soorten ook pleurocystidia op het lameloppervlak en caulocystidia op het steeloppervlak. De sporen zijn ellipsoïde-boonvormig of veelhoekig, ook stervormig, maar niet wrattig. Ze hebben geen kiempore. De basidia hebben geen bruin pigment.

## Ecologie
Vezelkoppen zijn ectomycorrhizavormende schimmels die symbiose vormen met loof- en naaldbomen. Ze kunnen in een grote verscheidenheid aan habitats voorkomen. Ze komen vooral veel voor in gematigde streken.

## Soorten
In totaal telt het geslacht volgens Index Fungorum meer dan 1200 soorten. 
Hieronder een overzicht van alle soorten met een Nederlandse naam:
| Soortnaam                          | Nederlandse naam                | Auteur(s)                          | Publicatiejaar | Sporentype       | Knol             | Ectomycorrhiza partner                                         |
| ---------------------------------- | ------------------------------- | ---------------------------------- | -------------- | ---------------- | ---------------- | -------------------------------------------------------------- |
| Inocybe acuta                      | Spitse moerasvezelkop           | Boud.                              | 1917           | hoekig           | ja               | wilg en els                                                    |
| Inocybe adaequata                  | Wijnrode vezelkop               | (Britzelm.) Sacc.                  | 1887           | glad             | nee              | loofbomen (o.a. beuk, hazelaar, eik)                           |
| Inocybe aeruginascens              | Groenverkleurende vezelkop      | Babos                              | 1970           | glad             | ?                | populier en wilg                                               |
| Inocybe agardhii                   | Geringde viltkop                | (N. Lund) P.D. Orton               | 1960           | glad             | nee              | wilg                                                           |
| Inocybe albomarginata              | Kleinsporige knolvezelkop       | Velen.                             | 1920           | glad             | ja               | eik en beuk                                                    |
| Inocybe albovelutipes              | Bleeksteelvezelkop              | Stangl                             | 1980           | glad             | nee              | loofbomen (eik, beuk), naaldbomen (den en spar)                |
| Inocybe alnea                      | Elzenvezelkop                   | Stangl                             | 1979           | hoekig           | ja               | els, es en mogelijk eik                                        |
| Inocybe amethystina                | Paarssteelvezelkop              | Kuyper                             | 1986           | glad             | nee              | zomereik, linde, beuk en fijnspar                              |
| Inocybe appendiculata              | Franjevezelkop                  | Kühner                             | 1955           | glad             | nee              | loofbomen                                                      |
| Inocybe arenicola                  | Duinspleetvezelkop              | (R. Heim) Matheny & Esteve-Rav.    | 2019           | glad             | nee              | naaldbomen (den), loofbomen (populier, wilg)                   |
| Inocybe arthrocystis               | Bedrieglijke viltkop            | (Kühner) Matheny & Esteve-Raventós | 2019           | glad             | ?                | loofbomen                                                      |
| Inocybe assimilata                 | Kleine knolvezelkop             | Britzelm.                          | 1881           | hoekig           | ja               | loofbomen                                                      |
| Inocybe asterospora                | Sterspoorvezelkop               | Quél.                              | 1880           | hoekig           | ja               | loofbomen (vooral eik, maar kan ook bij beuk en linde)         |
| Inocybe aurea                      | Goudgele vezelkop               | Huijsman                           | 1955           | hoekig           | nee              | pinus                                                          |
| Inocybe auricoma                   | Gele witsteelvezelkop           | (Batsch) Sacc.                     | 1887           | glad             | nee              | loofbomen                                                      |
| Inocybe bellidiana                 | Madeliefjesvezelkop             | Bandini, B. Oertel & U. Eberh.     | 2021           | glad             | ?                |                                                                |
| Inocybe bongardii                  | Geurende vezelkop               | (Weinm.) Quél.                     | 1872           | glad             | nee              | loofbomen, met name eik en beuk                                |
| Inocybe bresadolae                 | Rossige vezelkop                | Massee                             | 1904           | hoekig           | ja               | loofbomen, meestal eik en beuk                                 |
| Inocybe brunneotomentosa           | Valse zwartvoetvezelkop         | Huijsman                           | 1978           | glad             | nee              | loof- en naaldbomen                                            |
| Inocybe calamistrata               | Groenvoetvezelkop               | (Fr.) Gillet                       | 1876           | glad             | nee              | els                                                            |
| Inocybe calida                     | Kleine sterspoorvezelkop        | Velen.                             | 1920           | knobbelig        | ja               | loofbomen (met name beuk, eik, linde)                          |
| Inocybe calospora                  | Stekelspoorvezelkop             | Quél.                              | 1881           | hoekig           | nee              | loofbomen                                                      |
| Inocybe cervicolor                 | Muffe vezelkop                  | (Pers.) Quél.                      | 1886           | glad             | nee              | eik en beuk                                                    |
| Inocybe cincinnata                 | Violetbruine vezelkop           | (Fr.) Quél.                        | 1872           | glad             | nee              | loofbomen (eik en beuk) en naaldbomen                          |
| Inocybe cookei                     | Gladde knolvezelkop             | Bres.                              | 1892           | glad             | ja               | loofbomen (eik en beuk)                                        |
| Inocybe corydalina                 | Groenige perenvezelkop          | Quél.                              | 1875           | glad             | nee              | loofbomen (met name beuk, soms bij eik)                        |
| Inocybe cryptocystis               | Verborgen vezelkop              | D.E. Stuntz                        | 1954           | glad             | ?                | loofbomen (euk en beuk)                                        |
| Inocybe curvipes                   | Zilversteelvezelkop             | P. Karst.                          | 1890           | hoekig/knobbelig | nee              | loofbomen (populier, eik, berk, wilg)                          |
| Inocybe decipiens                  | Bedrieglijke vezelkop           | Bres.                              | 1892           | hoekig/knobbelig | ?                | loofbomen (eik en wilg)                                        |
| Inocybe dulcamara                  | Gewone viltkop                  | (Pers.) P. Kumm                    | 1871           | glad             | nee              | loofbomen (eik, wilg, populier) en soms naaldbomen             |
| Inocybe dunensis                   | Geelbruine duinvezelkop         | P.D. Orton                         | 1960           | hoekig/knobbelig | ja               | kruipwilg en populier                                          |
| Inocybe duriuscula                 | Grote bleeksteelvezelkop        | Rea                                | 1908           | hoekig           | nee of zwak      | loofbomen                                                      |
| Inocybe erubescens                 | Giftige vezelkop                | A. Blytt                           | 1905           | glad             | soms knotsvormig | loofbomen (eik, beuk, linde)                                   |
| Inocybe exilis                     | Slanke roodpootvezelkop         | (Kuyper) Jacobsson & E. Larss.     | 2008           | glad             | ?                | kruipwilg                                                      |
| Inocybe fibrosoides                | Ivoorvezelkop                   | Kühner                             | 1933           | hoekig           | ja               | loofbomen (eik en beuk)                                        |
| Inocybe flavella                   | Spitse spleetvezelkop           | P. Karst.                          | 1890           | glad             | nee              | loofbomen                                                      |
| Inocybe flocculosa                 | Vlokkige vezelkop               | Sacc.                              | 1887           | glad             | nee              | loofbomen (met name eik, beuk, populier)                       |
| Inocybe fraudans                   | Perenvezelkop                   | (Britzelm.) Sacc.                  | 1887           | glad             | nee              | eik                                                            |
| Inocybe fuligineoatra              | Zwarte knolvezelkop             | Huijsman                           | 1955           | glad             | ja               | loofbomen (eik, populier) en naaldbomen (den)                  |
| Inocybe furfurea                   | Zwartbruine vezelkop            | Kühner                             | 1955           | glad             | nee              | loofbomen                                                      |
| Inocybe fuscomarginata             | Bruinsnedeviltkop               | Kühner                             | 1956           | glad             | nee              | loofbomen (o.a. wilg)                                          |
| Inocybe fuscidula                  | Sombere vezelkop                | Velen.                             | 1920           | glad             | ?                | loofbomen (eik, beuk, populier) en soms naaldbomen (den)       |
| Inocybe geophylla                  | Witte satijnvezelkop            | P. Kumm.                           | 1871           | glad             | nee / iets       | loofbomen                                                      |
| Inocybe glabrescens                | Gladde vezelkop                 | Velen.                             | 1920           | glad             | ja               | loofbomen en naaldbomen                                        |
| Inocybe glabripes                  | Kleinsporige vezelkop           | Ricken                             | 1915           | glad             | nee              | loofbomen                                                      |
| Inocybe glabrodisca                | Sombere knobbelspoorvezelkop    | P.D. Orton                         | 1960           | hoekig           | ?                | eik                                                            |
| Inocybe godeyi                     | Blozende knolvezelkop           | Gillet                             | 1874           | glad             | ja               | loofbomen (berk, beuk en eik)                                  |
| Inocybe grammata                   | Stinkvezelkop                   | Quél.                              | 1880           | hoekig           | ja               | loofbomen (soms bij kruipwilg)                                 |
| Inocybe griseolilacina             | Lilagrijze vezelkop             | J.E. Lange                         | 1917           | glad             | nee              | loofbomen (meestal eik)                                        |
| Inocybe griseovelata               | Grijsbruine vezelkop            | Kühner                             | 1955           | glad             | ?                | loofbomen (meestal beuk en hazelaar)                           |
| Inocybe haemacta                   | Blozende stinkvezelkop          | (Berk. & Cooke) Sacc.              | 1887           | glad             | nee              | loofbomen, meestal hazelaar                                    |
| Inocybe heimii                     | Duinviltkop                     | Bon                                | 1984           | glad             | nee              | kruipwilg                                                      |
| Inocybe hirtella                   | Amandelvezelkop                 | Bres.                              | 1884           | glad             | nee / iets       | loofbomen (met name eik en beuk), soms naaldbomen (den)        |
| Inocybe hirtelloides               | Okergele vezelkop               | Stangl & J. Veselský               | 1974           | glad             | ?                | loofbomen                                                      |
| Inocybe huijsmanii                 | Bleeklila vezelkop              | Kuyper                             | 1986           | glad             | nee              | beuk                                                           |
| Inocybe hystrix                    | Schubbige vezelkop              | (Fr.) P. Karst.                    | 1879           | glad             | nee              | loofbomen                                                      |
| Inocybe impexa                     | Grauwe zandvezelkop             | (Lasch) Kuyper                     | 1986           | glad             | nee              | loofbomen                                                      |
| Inocybe incarnata                  | Vleeskleurige perenvezelkop     | Bres.                              | 1884           | glad             | nee              | loofbomen (eik)                                                |
| Inocybe inodora                    | Geurloze vezelkop               | Velen.                             | 1920           | glad             | nee              | loofbomen en naaldbomen                                        |
| Inocybe involuta                   | Bruine dennenvezelkop           | Kuyper                             | 1989           | glad             | ?                | naaldbomen den)                                                |
| Inocybe lacera                     | Zandpadvezelkop                 | (Fr.) P. Kumm.                     | 1871           | glad             | nee              | loofhout (eik, berk, els, wilg) en naaldhout (den)             |
| Inocybe langei                     | Grijsplaatvezelkop              | R. Heim                            | 1931           | glad             | nee              | loofbomen                                                      |
| Inocybe lanuginosa                 | Gewone wolvezelkop              | (Bull.) P. Kumm.                   | 1867           | hoekig           | nee              | loof- en naaldbomen                                            |
| Inocybe leptophylla                | Purperbruine wolvezelkop        | G.F. Atk.                          | 1918           | hoekig           | nee              | loof- en naaldbomen                                            |
| Inocybe leiocephala                | Gladhoedvezelkop                | D.E. Stuntz                        | 1950           | glad             | ja               | loof- en naaldbomen                                            |
| Inocybe leucoblema                 | Bleekhoedviltkop                | Kühner                             | 1956           | glad             | ?                | loofbomen                                                      |
| Inocybe lilacina                   | Lila satijnvezelkop             | (Peck) Kauffman                    | 1918           | glad             | nee              | loofbomen                                                      |
| Inocybe maculata                   | Gevlekte vezelkop               | (Boud.) Matheny & Esteve-Rav.      | 2019           | glad             | ja, iets         | loofbomen (met name eik, beuk, berk, linde)                    |
| Inocybe margaritispora             | Schubbige knobbelspoorvezelkop  | (Berk.) Sacc.                      | 1887           | knobbelig        | ?                | loofbomen                                                      |
| Inocybe mixtilis                   | Gele knolvezelkop               | (Britzelm.) Sacc.                  | 1887           | knobbelig        | ja               | loofbomen (eik en beuk) en naaldbomen (den)                    |
| Inocybe muricellata                | Geelschubbige vezelkop          | Bres.                              | 1905           | glad             | nee              | loofbomen en naaldbomen                                        |
| Inocybe mycenoides                 | Tengere vezelkop                | Kuyper                             | 1986           | glad             | nee              | linde                                                          |
| Inocybe napipes                    | Bruine knolvezelkop             | J.E. Lange                         | 1917           | knobbelig        | ja               | loofbomen (eik, beuk, berk) en naaldbomen (den)                |
| Inocybe nitidiuscula               | Glanzende vezelkop              | (Britzelm.) Lapl.                  | 1894           | glad             | nee              | loofbomen (eik) en naaldbomen (den)                            |
| Inocybe obsoleta                   | Bleke spleetvezelkop            | (Quadr.) Valade                    | 2020           |                  | glad             | loofbomen (eik, beuk, populier), soms ook bij den              |
| Inocybe oblectabilis               | Forse vezelkop                  | (Britzelm.) Sacc.                  | 1895           | knobbelig        | ja               | loofbomen                                                      |
| Inocybe obscurobadia               | Bruine pelargoniumvezelkop      | (J. Favre) Grund & D.E. Stuntz     | 1977           | glad             | nee              | loofbmen (beuk en eik), naaldbomen (den)                       |
| Inocybe ochroalba                  | Bleekgele vezelkop              | Bruyl.                             | 1970           | glad             | nee              | naaldbomen (den, fijnspar) en soms loofbomen                   |
| Inocybe olivaceobrunnea            | Olijfbruine vezelkop            | J. Favre ex Kuyper                 | 1986           | glad             | ?                | loofbomen                                                      |
| Inocybe paludinella                | Valse satijnvezelkop            | (Peck) Sacc.                       | 1887           | hoekig           | ja               | loofbomen (els, wilg)                                          |
| Inocybe pargasensis                | Tengere knolvezelkop            | Vauras                             | 1997           | glad             | ja               | naaldbomen (den)                                               |
| Inocybe pelargonium                | Gele pelargoniumvezelkop        | Kühner                             | 1955           | glad             | nee              | loofbomen en soms naaldbomen                                   |
| Inocybe petiginosa                 | Poedersteeltje                  | (Fr.) Gillet                       | 1876           | knobbelig        | ?                | beuk en eik                                                    |
| Inocybe perbrevis                  | Smalplaatviltkop                | (Weinm.) Gillet                    | 1876           | glad             | ?                | loofbomen                                                      |
| Inocybe phaeodisca                 | Tweekleurige vezelkop           | Kühner                             | 1955           | glad             | nee              | loofbomen (eik)                                                |
| Inocybe phaeoleuca                 | Sombere aarddrager              | Kühner                             | 1955           | glad             | ?                | loofbomen (eik, populier, wilg)                                |
| Inocybe posterula                  | Vergelende vezelkop             | (Britzelm.) Sacc.                  | 1887           | glad             | nee              | loofbomen (beuk en eik)                                        |
| Inocybe praetervisa                | Gewone knolvezelkop             | Quél.                              | 1883           | hoekig           | ja               | loofbomen                                                      |
| Inocybe pruinosa                   | Bleke zandvezelkop              | R. Heim                            | 1931           | glad             | nee              | naaldbomen (den) en loofbomen (eik)                            |
| Inocybe pseudoasterospora          | Valse sterspoorvezelkop         | Kühner & Boursier                  | 1932           | hoekig           | ?                | loofbomen (eik, beuk, berk)                                    |
| Inocybe pseudodestricta            | Glanzende spleetvezelkop        | Stangl & J. Veselský               | 1973           | glad             | nee              | loofbomen (eik, populier, linde)                               |
| Inocybe pseudohiulca               | Gevlekte knolvezelkop           | Kühner                             | 1933           | hoekig           | ja               | loofbomen (eik en beuk)                                        |
| Inocybe pseudoreducta              | Sombere knolvezelkop            | Stangl & Glowinski                 | 1981           | glad             | ja               | loofbomen                                                      |
| Inocybe pusio                      | Paarssteelspleetvezelkop        | P. Karst.                          | 1889           | glad             | nee              | loofbomen (berk, beuk, populier, eik)                          |
| Inocybe queletii                   | Voorjaarsvezelkop               | Konrad                             | 1929           | glad             | ?                | naaldbomen (den)                                               |
| Inocybe reisneri                   | Paarssteelknolvezelkop          | Velen.                             | 1920           | glad             | ja               | loofbomen                                                      |
| Inocybe rennyi                     | Roodbruine knobbelvezelkop      | (Berk. & Broome) Sacc.             | 1887           | hoekig           | ?                | loofbomen (kruipwilg)                                          |
| Inocybe rimosa                     | Geelbruine spleetvezelkop       | Britzelm.                          | 1883           | glad             | nee              | loofbomen                                                      |
| Inocybe rufoalba (=Inocybe jacobi) | Vals poedersteeltje             | Kühner                             | 1956           | knobbelig        | ja               | loofbomen (berk) en naaldbomen (den)                           |
| Inocybe saliceticola               | Valse wilgenvezelkop            | Vauras & Kokkonen                  | 2008           | knobbelig        | ?                | wilg                                                           |
| Inocybe salicis                    | Wilgenvezelkop                  | Kühner                             | 1955           | knobbelig        | ja               | wilg en populier                                               |
| Inocybe sambucina                  | Witte heidevezelkop             | (Fr.) Quél.                        | 1872           | glad             | ja, licht        | loofbomen (eik) en naaldbomen (den)                            |
| Inocybe serotina                   | Grote duinvezelkop              | Peck                               | 1904           | glad             | ja, iets         | kruipwilg, populier, den                                       |
| Inocybe similis                    | Grootsporige vezelkop           | Hruby                              | 1930           | glad             | ?                | wilg                                                           |
| Inocybe sindonia                   | Blonde vezelkop                 | (Fr.) P. Karst.                    | 1879           | glad             | nee              | loofbomen (spar, beuk, eik, berk en linde) en naaldbomen (den) |
| Inocybe soluta                     | Bleeksporige vezelkop           | Velen.                             | 1920           | hoekig           | nee              | naaldbomen (den en spar) en soms loofbomen                     |
| Inocybe squamata                   | Populiervezelkop                | J.E. Lange                         | 1917           | glad             | nee              | loofbomen (populier, bij uitzondering eik en wilg)             |
| Inocybe squarrosa                  | Dwergvezelkop                   | Rea                                | 1916           | glad             | nee              | wilg (o.a. geoorde wilg, grauwe wilg)                          |
| Inocybe stangliana                 | Rondsporige vezelkop            | Kuyper                             | 1986           | glad             | ?                | loofbomen                                                      |
| Inocybe stenospora                 | Langspoorvezelkop               | Stangl & Bresinsky                 | 1983           | glad             | ?                | naaldbomen (den)                                               |
| Inocybe stellatospora              | Valse wolvezelkop               | (Peck) Massee                      | 1904           | hoekig           | nee              | loofbomen                                                      |
| Inocybe subcarpta                  | Bruine zandvezelkop             | Kühner & Boursier                  | 1932           | hoekig           | nee              | naaldbomen en loofbomen                                        |
| Inocybe subnudipes                 | Gladsteelvezelkop               | Kühner                             | 1955           | glad             | nee              | naaldbomen (den)                                               |
| Inocybe subporospora               | Roodbruine zandvezelkop         | Kuyper                             | 1986           | glad             | ?                | loofbomen (eik en kruipwilg)                                   |
| Inocybe tenebrosa                  | Zwartvoetvezelkop               | Quél.                              | 1885           | glad             | nee              | loofbomen en soms naaldbomen                                   |
| Inocybe terrigena                  | Schubbige viltkop               | (Fr.) Kuyper                       | 1985           | glad             | ?                | naaldbomen (den en spar)                                       |
| Inocybe tjallingiorum              | Kastanjebruine vezelkop         | Kuyper                             | 1986           | glad             | ?                | loofbomen                                                      |
| Inocybe umbrinella                 | Sombere spleetvezelkop          | Bres.                              | 1905           | glad             | nee              | loofbomen (eik, beuk, populier) en soms naaldbomen (den)       |
| Inocybe undulatospora              | Geelbruine knobbelspoorvezelkop | Kuyper                             | 1989           | hoekig/knobbelig | ?                | kruipwilg                                                      |
| Inocybe vaccina                    | Oranjebruine vezelkop           | Kühner                             | 1955           | glad             | nee              | loofbomen (zomereik), ook genoemd fijnspar                     |
| Inocybe vulpinella                 | Kleine duinvezelkop             | Bruyl.                             | 1970           | glad             | nee              | kruipwilg en soms populier                                     |
| Inocybe whitei                     | Blozende dennenvezelkop         | (Berk. & Broome) Sacc.             | 1887           | glad             | ja, iets         | naaldbomen (pinus, spar) en loofbomen (eik)                    |
| Inocybe xanthomelas                | Vale knolvezelkop               | Boursier & Kühner                  | 1933           | hoekig           | ja               | loofbomen (eik, beuk) en naaldbomen (den)                      |